# 제임스 K. 포크 대통령 취임식
제임스 K. 포크 대통령 취임식은 1845년 3월 4일 화요일, 워싱턴 D.C. 미국 국회의사당 동쪽 주랑에서 거행되었다. 이 취임식은 15번째 미국 대통령 취임식이었으며, 제임스 K. 포크의 대통령직과 조지 M. 댈러스의 부통령직의 유일한 4년 임기가 시작되었음을 알렸다. 포크는 미국 대통령 취임 선서를 대법원장 로저 토니에게 받았다. 이 취임식은 전신으로 보도되고 신문 삽화로 게재된 첫 번째 취임식으로, 일러스트레이티드 런던 뉴스에 실렸다.

## 같이 보기
- 제임스 K. 포크 행정부
- 1844년 미국 대통령 선거